# Tarnovo Ice Piedmont
Il Tarnovo Ice Piedmont (in lingua bulgara: Ледник Търново, Lednik Tarnovo; Pedemonte ghiacciato Tarnovo) è un ghiacciaio pedemontano antartico che si estende su una superficie di 6 km2 nella Penisola Rozhen dell'Isola Livingston, nelle Isole Shetland Meridionali, in Antartide. È situato a est-nordest della Barnard Point, a sudest del Ghiacciaio Charity e a ovest-sudovest del Ghiacciaio Prespa.
È delimitato a ovest dal Veleka Ridge, a nord da Arda Peak, Gerov Pass e Shumen Peak, e a est da Yambol Peak. Fluisce in direzione sud verso lo Stretto di Bransfield, a est di Botev Point e a ovest di Gela Point. Il ghiacciaio si estende per 3,5 km in direzione est-ovest e per 2,5 km in direzione nord-sud.
La denominazione è stata assegnata in riferimento alla città di Tărnovo (Veliko Tărnovo) nella parte settentrionale della Bulgaria, che fu la capitale del Secondo impero bulgaro.

## Localizzazione
Il punto centrale del ghiacciaio è posizionato alle coordinate 62°44′55″S 60°16′10″W. Mappatura dell'UK Directorate of Overseas Surveys nel 1968, rilevazione topografica bulgara nel corso della spedizione Tangra 2004/05 e mappatura nel 2005 e 2009.

## Mappe
- South Shetland Islands., su data.aad.gov.au. Scale 1:200000 topographic map. DOS 610 Sheet W 62 60. Tolworth, UK, 1968.
- Islas Livingston y Decepción. Mapa topográfico a escala 1:100000. Madrid: Servicio Geográfico del Ejército, 1991.
- S. Soccol, D. Gildea and J. Bath.  Livingston Island, Antarctica., su data.aad.gov.au. Scale 1:100000 satellite map. The Omega Foundation, USA, 2004.
- L.L. Ivanov et al., Antarctica: Livingston Island and Greenwich Island, South Shetland Islands (from English Strait to Morton Strait, with illustrations and ice–cover distribution), 1:100000 scale topographic map, Antarctic Place-names Commission of Bulgaria, Sofia, 2005
- L.L. Ivanov. Antarctica: Livingston Island and Greenwich, Robert, Snow and Smith Islands. Scale 1:120000 topographic map. Troyan: Manfred Wörner Foundation, 2010. ISBN 978-954-92032-9-5 (First edition 2009. ISBN 978-954-92032-6-4)
- Antarctic Digital Database (ADD)., su add.scar.org. Scale 1:250000 topographic map of Antarctica. Scientific Committee on Antarctic Research (SCAR). Since 1993, regularly upgraded and updated.
- L.L. Ivanov. Antarctica: Livingston Island and Smith Island. Scale 1:100000 topographic map. Manfred Wörner Foundation, 2017. ISBN 978-619-90008-3-0